# Takechi Hanpeita
Takechi Hanpeita est un nom japonais traditionnel ; le nom de famille (ou le nom d'école), Takechi, précède donc le prénom (ou le nom d'artiste).
Takechi Zuizan (武市瑞山 ; 24 octobre 1829 – 3 juillet 1865), également connu sous le nom de Takechi Hanpeita, était un samouraï du domaine de Tosa durant la période Bakumatsu au Japon. Influencé par les conséquences de l’expédition Perry, Takechi forma le Tosa Kinnō-tō (土佐勤王党, parti impérialiste de Tosa) fidèle aux idéaux du mouvement sonnō jōi (« respecter l’Empereur, expulser les étrangers »). L’assassinat de Yoshida Tōyō par ce groupe, le 6 mai 1862, fit du sonnō jōi la philosophie dominante dans le domaine de Tosa. Cependant, Takechi fut ensuite emprisonné et contraint de commettre le seppuku par l’ancien daimyō de Tosa, Yamauchi Yōdō.

## Biographie
Takechi est né dans le village de Fukii, province de Tosa (aujourd’hui Niida, ville de Kōchi, préfecture de Kōchi), fils d’un samouraï de la classe supérieure du domaine de Tosa. Sa famille, à l’origine de rang inférieur, s’était enrichie par l’agriculture cinq générations plus tôt et avait réussi à obtenir un statut officiel supérieur.
En 1841, il devint disciple du style de sabre japonais Nakanishi-ha Ittō-ryū. En 1849, année où ses parents moururent, il épousa la fille aînée de Shimamura Genjirō pour soutenir sa grand-mère âgée. L’année suivante, il s’installa dans la ville château de Kōchi. En 1854, il ouvrit son propre dōjō et comptait plus de 120 disciples en 1855, dont Nakaoka Shintarō et Okada Izō. Sa renommée grandissante lui valut d’être envoyé à Edo pour réformer le dōjō officiel du clan. C’est là qu’il rencontra Sakamoto Ryōma, déjà élève au dōjō Chiba pour le style Hokushin Ittō-ryū.En septembre 1858, il rentra à Kōchi à la suite de la maladie de sa grand-mère.
En février 1859, le daimyō de Tosa, Yamauchi Yōdō, fut démis de ses fonctions et placé en résidence surveillée par le tairō Ii Naosuke, qui soutenait Hitotsubashi Yoshinobu comme successeur au shogunat Tokugawa. Ce coup provoqua la colère des samouraïs de Tosa, qui saluèrent l’assassinat d’Ii lors de l’incident de Sakuradamon en mars 1860.
Le mouvement sonnō jōi (« respecter l’Empereur, expulser les étrangers ») se répandit rapidement à Tosa, choqué par l’arrivée de l’expédition Perry en 1858 et la réaction jugée faible du shogunat Tokugawa. En mai 1860, Takechi fit un voyage à Kyushu et dans l’ouest du Japon avec ses disciples et revint avec des œuvres du savant Hirata Atsutane, renforçant sa foi dans ce mouvement.
En avril 1861, sous prétexte d’entraînement au sabre, il retourna à Edo pour rencontrer des samouraïs partageant ses idées, venus de divers domaines, dont Katsura Kogōrō, Kusaka Genzui, Takasugi Shinsaku (de Chōshū), Kabayama Sanin (de Satsuma) et Iwama Kanpei (de Mito). Takechi s’intéressait particulièrement aux enseignements de Yoshida Shōin, un penseur de Chōshū, transmis par Kusaka.
De plus en plus préoccupés par l’inaction de leurs gouvernements locaux, les samouraïs des trois domaines convinrent d’une stratégie en trois points : forcer leurs domaines à agir pour expulser les étrangers, contraindre leurs seigneurs à entrer à Kyoto, et pousser la Cour impériale à émettre des édits contre les traités inégaux signés avec les puissances étrangères et le shogunat Tokugawa.
En août 1861, Takechi créa secrètement le Tosa Kinnō-tō, recrutant 192 membres, majoritairement des samouraïs de rang inférieur et quelques rōnin anciens de Tosa.
À cette époque, le domaine de Tosa était largement gouverné par Yoshida Tōyō, conseiller de confiance de Yamauchi Yōdō. Yoshida soutenait l’ouverture du pays au commerce étranger afin d’acquérir technologie et armes occidentales pour défendre l’indépendance de Tosa, ainsi que la politique de Kōbu gattai (unification du shogunat et de la cour impériale). Il rejetait les demandes de Takechi comme simplistes et irréalistes, et refusait toute alliance avec d’autres domaines pour s’opposer au shogunat.
Finalement, Takechi décida que la seule solution était d’assassiner Yoshida et d’enlever le jeune daimyō Yamauchi Tomonori lors de son sankin kōtai (voyage annuel à Edo). Le 8 avril 1862, trois membres du Tosa Kinnō-tō tuèrent Yoshida avant de fuir le domaine, et Takechi prit le contrôle du gouvernement de Tosa.
Peu avant cela, Shimazu Hisamitsu de Satsuma était entré à Kyoto, mais en fut expulsé après l’incident de Teradaya par les forces de Chōshū. Le tribunal impérial lui donna alors l’ordre d’intervenir dans les affaires politiques nationales et d’expulser tous les étrangers du Japon.
Takechi envoya le Tosa Kinnō-tō à Kyoto pour obtenir un privilège similaire pour Tosa, qui lui fut accordé. Le nombre de troupes de Tosa à Kyoto passa à plus de 2000, Yamauchi Yōdō établit sa résidence là-bas, tandis que les membres du Tosa Kinnō-tō patrouillaient la ville et ses environs en groupes de tueurs, assassinant les opposants politiques, les partisans de Yoshida Tōyō et les membres du Shinsengumi et autres forces paramilitaires du shogunat.
Takechi rédigea des pétitions au nom de Yamauchi Tomonori adressées à l’empereur, prônant la restauration du pouvoir impérial, le contrôle direct des cinq provinces de la région du Kansai par l’empereur, la création d’une armée nationale responsable devant l’empereur, l’émission future des ordonnances depuis le trône plutôt que par le shogun, et l’expulsion immédiate des étrangers.
Envoyé en tant qu’envoyé officiel de l’empereur à Edo, il fut reçu en audience par le shogun Tokugawa Iemochi, qui lui répondit de manière vague et non engageante. De retour à Kyoto, Takechi reçut des honneurs sans précédent, mais suscita aussi le mécontentement grandissant de Yamauchi Yōdō.
Ce dernier décida alors de réprimer le Tosa Kinnō-tō et d’interdire leurs négociations politiques avec la Cour impériale et d’autres domaines. Takechi fut renvoyé à Tosa, mais poursuivit ses efforts pour créer l’alliance Satchō (Satsuma-Chōshū).
Yamauchi Yōdō rechercha alors les assassins de Yoshida Tōyō, arrêtant trois membres du Tosa Kinnō-tō, qui avouèrent sous la torture. Takechi refusa de fuir et continua de conseiller Yamauchi sans être sollicité.
En septembre 1863, Takechi et d’autres membres du Tosa Kinnō-tō furent arrêtés. Les membres de rang inférieur furent torturés, Takechi lui-même fut initialement épargné mais nia toute implication.
En septembre 1864, une révolte de samouraïs sympathisants de Takechi fut réprimée et la traque des membres du Tosa Kinnō-tō continua.
Le 3 juillet 1865, quatre chefs du Tosa Kinnō-tō furent condamnés à mort par décapitation, et Takechi fut ordonné de commettre le seppuku par Yamauchi Yōdō, après avoir passé 1 an, 8 mois et 20 jours en prison.
Avec la mort de Takechi, le Tosa Kinnō-tō fut anéanti. Certains survivants, dont Nakaoka Shintarō, quittèrent le domaine, devenant rōnin et poursuivant la lutte anti-shogunale.
Plus tard, grâce à la médiation de Nakaoka, Tosa rejoignit finalement l’alliance anti-shogunale. Gotō Shōjirō, un officiel du domaine ayant participé à la répression du Tosa Kinnō-tō, devint conseiller politique et travailla avec Sakamoto Ryōma pour la restauration du pouvoir impérial.
Takechi fut gracié à titre posthume en 1877, et promu au rang de quatrième rang supérieur de cour par la Cour impériale en 1891.

## Ancienne résidence et tombe
L’ancienne résidence de Takechi Hanpeita à Kōchi, ainsi que sa tombe située à proximité, ont été classées Site historique national en 1936. La maison est une structure en bois située dans une zone semi-rurale en périphérie de la ville de Kōchi. À l’origine, elle possédait un toit de chaume, six pièces, ainsi qu’une salle de réception de huit tatamis donnant sur un étang et un jardin du côté sud-est. On rapporte que Takechi y aurait vécu jusqu’à l’âge de 20 ou 22 ans, avant de vendre la maison pour établir son propre dōjō dans la ville-château de Kōchi. Elle comportait également un grenier aux murs en terre (aujourd’hui disparu) et un entrepôt, caractéristiques d’une résidence de type goshi-yashiki, typique des samouraïs de rang moyen à élevé durant la période d’Edo. La maison est aujourd’hui une propriété privée et n’est pas ouverte au public.
La tombe de Takechi se trouve sur la colline surplombant le sanctuaire Zuizan, un sanctuaire shintoiste dédié à son esprit divinisé, situé au sud du chemin menant à son ancienne demeure.

## Représentations culturelles
Takechi Hanpeita est le personnage principal du manga Samurai Sensei (サムライせんせい), écrit par Esusuke Kuroe. L’histoire met en scène un samouraï voyageant dans le temps et se retrouvant propulsé 150 ans plus tard, dans le Japon contemporain. Ce manga a été adapté en une série télévisée diffusée sur TV Asahi du 13 octobre au 11 décembre 2015, ainsi qu’en film, tous deux sortis en 2015.
Il figure également dans le jeu vidéo Like a Dragon: Ishin!, remake et localisation du jeu Ryu Ga Gotoku Ishin! (2014), appartenant à la franchise Like a Dragon (anciennement connue sous le nom de Yakuza en dehors du Japon). Dans cette réinterprétation fictionnelle, Takechi Hanpeita est présenté comme le frère adoptif de Sakamoto Ryōma. Il est doublé par Katsunori Takahashi dans la version originale, puis par Hideo Nakano dans le remake de 2023, où son apparence s’inspire du personnage Keiji Shibusawa issu de Yakuza 0, également interprété par Nakano.

## Source de la traduction
- (en) Cet article est partiellement ou en totalité issu de l’article de Wikipédia en anglais intitulé « Takechi Hanpeita » (voir la liste des auteurs).

- Isomura, Yukio; Sakai, Hideya (2012). (国指定史跡事典) National Historic Site Encyclopedia. 学生社.  (ISBN 978-4-311-75040-3).(in Japanese)  "武市半平太旧宅および墓" [Takechi Hampeita kyū taku oyobi haka] (in Japanese). Agency for Cultural Affairs. Retrieved August 20, 2020. Jansen, Marius B. Sakamoto Ryoma and the Meiji Restoration. Princeton: Princeton UP, 1961. Print.  (ISBN 978-0-231-10173-8)